# Austen Campbell
Austen Fenwick "Aussie" Campbell (5 tháng 5 năm 1901 ở Hamsterley, County Durham – 8 tháng 9 năm 1981) là một cầu thủ bóng đá người Anh thi đấu 8 trận cho đội tuyển quốc gia từ năm 1928 đến năm 1931. Ông vô địch Cúp FA 1 lần với Blackburn Rovers năm 1928. Trận đấu với đối thủ Huddersfield Town, đội bóng Campbell gia nhập sau khi rời Rovers.